# Deli Yürek
Deli Yürek – turecki serial telewizyjny, nadawany oryginalnie w latach 1999–2001, obfitujący w liczne wątki kryminalne, sensacyjne i polityczne. Serial kręcono w Stambule. W głównej roli obsadzono aktora Kenana İmirzalıoğlu.
Powstała także kinowa ekranizacja losów Yusu Miroğlu: film Deli yürek: Bumerang cehennemi, który wszedł na ekrany kin 7 grudnia 2001 roku, kilka tygodni przed zakończeniem emisji serialu.

## Obsada
- Kenan İmirzalıoğlu – Yusuf Miroğlu
- Zeynep Tokuş – Zeynep
- Demir Karahan – Ağabey
- Ali Sürmeli – Turgay Atacan
- Kürşat Alnıaçık – Savaş Doğan
- Ahmet Yenilmez – Sabri
- Bulut Aras – Kara Hamit
- Mehtap Bayri – Nazlı Miroğlu
- Ebru Cündübeyoğlu – Ayşegül
- Selçuk Yöntem – Bozo